# Dibaeis sorediata
Dibaeis sorediata är en lavart som beskrevs av Kalb & Gierl. Dibaeis sorediata ingår i släktet Dibaeis och familjen Icmadophilaceae.   Inga underarter finns listade i Catalogue of Life.